# Ruth Ben-Ghiat
Ruth Ben-Ghiat (17 aprile 1960) è una storica e critica culturale statunitense, professoressa di storia e studi italiani alla New York University e specialista di fascismo e leader autoritari.

## Biografia
Nata negli Stati Uniti da madre scozzese e padre ebreo sefardita di origine israeliana, è cresciuta a Pacific Palisades, in California. Si è laureata in storia alla 	
Università della California, Los Angeles (UCLA) e ha poi conseguito il dottorato di ricerca in storia comparata alla Brandeis University. La sua tesi: "La formazione di una cultura fascista: il movimento realista in Italia, 1930-43". Ha ricevuto, tra gli altri, borse di studio Guggenheim e Fulbright.
Membro dell'American Historical Association dal 1990, è professoressa di storia e studi italiani alla New York University. Le sue ricerche e i suoi scritti si sono concentrati sulle minacce affrontate dalle democrazie, come il fascismo, l'autoritarismo e la propaganda. 
Scrive regolarmente per CNN, The Atlantic e The Huffington Post. È apparsa nel documentario Netflix How To Become a Tyrant e nella serie del Public Broadcasting Service The Dictator's Playbook. Ben-Ghiat ha avuto un ruolo consultivo su Protect Democracy e sul comitato per l'acquisizione del Campidoglio degli Stati Uniti del 2021. Ha lavorato come consulente storico nella produzione di Pinocchio di Guillermo del Toro. Ha anche curato la newsletter di Substack sulle minacce che deve affrontare per la democrazia negli Stati Uniti e altrove.
È anche membro dell'American Association for Italian Studies, della Modern Language Association e della Society for Italian Historical Studies.
Nel 2020, Ruth Ben-Ghiat ha pubblicato in inglese il suo primo libro di saggistica rivolto al grande pubblico: Strongmen: Mussolini to the Present (W. W. Norton &; Company).

## Opere

### Libri
- Ruth Ben-Ghiat, Fascist Modernities: Italy, 1922–1945, Berkeley, University of California Press, 2002.[8]
- Ruth Ben-Ghiat e Mia Fuller, Italian Colonialism, New York, Palgrave Macmillan, 2005, ISBN 9780230606364.
- Ruth Ben-Ghiat e Stephanie Malia Hom, Italian Mobilities, Londra, Routledge, 2015, ISBN 9781138778146.
- Ruth Ben-Ghiat, Italian Fascism's Empire Cinema, Bloomington, Indiana, Indiana University Press, 2015.[9]
- Ruth Ben-Ghiat, Strongmen: From Mussolini to the Present, New York, W. W. Norton & Company, 2020.[10][11][12][13][14][15][16]

### Articoli
- (EN) Ruth Ben-Ghiat, 3, in Language and the Construction of National Identity in Fascist Italy, The European Legacy, vol. 2, 1997,  pp. 438-443.
- (EN) Ruth Ben-Ghiat, 1, in The Secret Histories of Roberto Benigni's Life is Beautiful, The Yale Journal of Criticism, vol. 14, 2001,  pp. 253-266.
- (EN) Ruth Ben-Ghiat, 3, in Unmaking the Fascist Man: Film, Masculinity, and the Transition from Dictatorship, Journal of Modern Italian Studies, vol. 10, 2005,  pp. 336-365.
- (EN) Ruth Ben-Ghiat, 3, in Modernity is Just Over There: Colonialism and the Dilemmas of Italian National Identity, Interventions: International Journal of Postcolonial Studies, vol. 8, 2006,  pp. 380-393.
- (EN) Ruth Ben-Ghiat, 1, in The Imperial Moment in Fascist Cinema, Journal of Modern European History, vol. 13, 2015,  pp. 59-78.
- (EN) Ruth Ben-Ghiat, 3, in Realism in Transition, 1940–43, The Italianist, vol. 37, 2017,  pp. 407-415.